# Jamie Reckord
Jamie Reckord (Wolverhampton, 9 marzo 1992) è un calciatore inglese, difensore del Gloucester City.

## Caratteristiche tecniche
É un terzino sinistro.

## Carriera

### Club
Reckord entra nel dicembre del 2001, all'età di 9 anni, nelle giovanili del Wolverhampton, rimanendoci fino al 2010, quando firma il suo primo contratto professionistico e viene aggregato alla prima squadra dei Wolves, militante nella prima divisione inglese. Di fatto il suo esordio tra i professionisti avviene però solamente nel marzo del 2011, quando passa in prestito fino a fine stagione al Northampton Town, club della quarta divisione inglese, con cui gioca 7 partite di campionato. All'inizio della stagione successiva riesce invece anche ad esordire nella prima squadra del Wolverhampton, giocando nella partita di Coppa di Lega del 23 agosto 2011 vinta per 4-0 proprio sul campo del Northampton Town; dopo quest'unica presenza trascorre però il resto della stagione ai margini della rosa, passando in compenso in prestito allo Scunthorpe Utd (inizialmente per un mese, poi per un secondo mese ed infine fino a fine stagione9 in terza divisione: qui, nonostante un infortunio alla spalla che gli fa saltare le ultime partite della stagione, riesce comunque a giocare in tutto 17 partite di campionato.
La stagione 2012-2013 di Reckord inizia con un nuovo prestito in terza divisione, questa volta della durata di tre mesi e con destinazione il Coventry City: con gli Sky Blues gioca in totale 9 partite in Football League One, più una partita in FA Cup, una partita in Coppa di Lega ed una partita nel Football League Trophy; terminato il prestito torna al Wolverhampton, nel frattempo retrocesso in seconda divisione, dove però non riesce mai a scendere in campo in partite ufficiali. Rimane in rosa anche nella prima parte della stagione seguente, giocata in terza divisione dopo la seconda retrocessione consecutiva subita dal club: anche in questa categoria, in cui pure aveva giocato negli anni precedenti, il terzino non trova però spazio nei Wolves, giocando solamente una partita ufficiale (la sua seconda ed ultima nel club in cui è cresciuto), ovvero la sconfitta per 1-0 in Coppa di Lega sul campo del Morecambe del 6 agosto 2013; trova in compenso spazio in due diversi prestiti, prima al Plymouth (12 presenze in quarta divisione) e poi allo Swindon Town (5 presenze in terza divisione).
Nell'estate del 2014 si svincola dopo complessivi 13 anni (giovanili incluse) dal Wolverhampton; dopo alcuni mesi senza squadra, il 16 ottobre 2014 si accasa al Ross County, club della prima divisione scozzese. Rimane in squadra fino al termine della stagione 2015-2016, quando il suo contratto in scadenza non viene rinnovato, dopo un totale di 42 presenze ed un gol nella prima divisione scozzese (e complessive 48 presenze ed un gol tra tutte le competizioni ufficiali con il club scozzese, includendo quindi anche le varie coppe nazionali scozzesi) e con la vittoria di una Coppa di Lega nella stagione 2015-2016. Dopo due anni fa quindi ritorno in Inghilterra, firmando un contratto della durata di un anno con l'Oldham Athletic, club di terza divisione, con cui durante la stagione 2016-2017 gioca in totale 13 partite di campionato. Scende poi di due categorie, per giocare con il Solihull Moors nella quinta divisione inglese; dopo tre stagioni passa al Wrexham, club della medesima categoria, nella quale dopo un anno e mezzo trascorso con i Red Dragons (45 presenze e 3 reti in incontri di campionato) gioca anche nella seconda metà della stagione 2021-2022 con la maglia del Boreham Wood (6 presenze) e nella stagione 2022-2023, in cui realizza 4 reti in 34 presenze con lo Yeovil Town. Nell'estate del 2023 scende poi di un'ulteriore categoria, andando a giocare in National League North ai semiprofessionisti del Gloucester City.

### Nazionale
Ha giocato nelle nazionali giovanili inglesi Under-16 ed Under-17.

## Palmarès

### Club

#### Competizioni nazionali
- Coppa di Lega scozzese: 1

Ross County: 2015-2016